# Witalij Fedotow
Witalij Andrijowycz Fedotow, ukr. Віталій Андрійович Федотов (ur. 16 lipca 1991 w Doniecku) – ukraiński piłkarz grający na pozycji pomocnika.

## Kariera piłkarska

### Kariera klubowa
Wychowanek klubu Szachtar Donieck, barwy którego bronił w juniorskich mistrzostwach Ukrainy (DJuFL). Karierę piłkarską rozpoczął 16 maja 2008 w trzeciej drużynie Szachtara z Druha liha. Na początku 2011 został wypożyczony do Illicziwca Mariupol z Premier-liha. Przed rozpoczęciem sezonu 2012/13 klub wykupił kontrakt piłkarza. 1 września 2014 za obopólną zgodą kontrakt z klubem został anulowany, a już 9 września został piłkarzem Metałurha Donieck. 17 lipca 2015 przeszedł do rosyjskiego Arsienału Tuła z Pierwyj diwizion, w którym grał do 1 lipca 2016. 14 kwietnia zasilił skład Riga FC z Virslīga. 3 lipca 2017 przeniósł się do rosyjskiego SKA-Chabarowsk z Priemjer-Liga. W 2019 grał w rosyjskim klubie Awangard Kursk.
13 lutego 2020 podpisał kontrakt z polskim klubem Odra Opole z I ligi.

### Kariera reprezentacyjna
Występował w juniorskich reprezentacjach U-17, U-18, U-19 oraz młodzieżowych reprezentacjach U-20 i U-21.

## Sukcesy

### Klubowe
Arsienał Tuła
- Zdobywca drugiego miejsca w Pierwyj diwizion: 2015/2016[10]

Riga FC
- Zdobywca drugiego miejsca w Virslīga: 2017[10]

Awangard Kursk
- Zdobywca Pucharu FNL: 2019[10]